# Liste der Kulturgüter in Puidoux
Die Liste der Kulturgüter in Puidoux enthält alle Objekte in der Gemeinde Puidoux im Kanton Waadt, die gemäss der Haager Konvention zum Schutz von Kulturgut bei bewaffneten Konflikten, dem Bundesgesetz vom 20. Juni 2014 über den Schutz der Kulturgüter bei bewaffneten Konflikten sowie der Verordnung vom 29. Oktober 2014 über den Schutz der Kulturgüter bei bewaffneten Konflikten unter Schutz stehen.
Objekte der Kategorie A sind im Gemeindegebiet nicht ausgewiesen, Objekte der Kategorie B sind vollständig in der Liste enthalten, Objekte der Kategorie C fehlen zurzeit (Stand: 13. Oktober 2021).

## Kulturgüter
| Foto | | Objekt | Kat. | Typ | Standort                                     | Beschreibung |
| ---- | --- | --- | ---- | --- | -------------------------------------------- | ------------ |
| ja   | Datei hochladen · Wikidata zu Clos des Abbayes, chapelle du Dézaley, maison vigneronne et dépendance (Q29891437) | Clos des Abbayes, Kapelle von Dézaley, Winzerhaus und Nebengebäude / Clos des Abbayes, chapelle du Dézaley, maison vigneronne et dépendance KGS-Nr.: 6418 | B    | G   | Le Dézaley 548130 / 147850                   |              |
| ja   | Datei hochladen · Wikidata zu Bahnhof Puidoux (Q15964203)                                                        | Bahnhof SBB / Gare CFF KGS-Nr.: 6419 | B    | G   | Route de la Gare 15 548333 / 149389          |              |
| ja   | Datei hochladen · Wikidata zu Marsens-Turm (Q1550408)                                                            | Tour de Marsens KGS-Nr.: 6420 | B    | G   | Chemin de la Tour de Marsens 547496 / 148840 |              |